# Marfa Borecka
Marfa Borecka, znana tudi kot Marta Županja (rusko Марфа Посадница – Marfa Posadnica), je bila žena Isaka Boretskega, novgorodskega posadnika – župana, v letih 1438–1439 in ponovno leta 1453. Po legendi in zgodovinskem izročilu je vodila boj republike proti Moskoviji (rusko Великое Княжество Московское) med moževo smrtjo in morebitno priključitvijo mesta s strani Rusije Ivana III. leta 1478.
Je ena od voditeljev novgorodske opozicije Ivanu III. Zavzemala se je za neodvisnost Novgoroda od Moskve in zbliževanje z Litvo. Izgubila je zemljo in bogastvo zaradi poraza Novgoroda v moskovsko-novgorodski vojni 1477-1478, bila je odpeljana iz Novgoroda, kasneje prevzela tonzuro in umrla v samostanu ali bila usmrčena.

## Življenjepis
Čeprav jo imenujejo županja, to nikakor ni bil uraden naziv. Rusi in drugi Slovani tradicionalno označujejo ženo določenih uradnikov z ženskim ekvivalentom, zato se lahko duhovnikova (pop) žena imenuje duhovnica ali pa se generalova žena lahko imenuje generalica, ne da bi to pomenilo, da je sama imela kakršno koli dejansko moč. V primeru Marfe je bila morda osrednja točka protimoskovske frakcije in je imela precejšnjo karizmo ali vpliv kot matriarhinja klana, vendar nikoli ni imela dejanske funkcije v Novgorodu, saj so bile te omejene na moške posestnike.
O Marfinem osebnem življenju je malo znanega. V 1460-ih je ovdovela in je ostala ena najbogatejših novgorodskih posestnic (na podlagi Pistsovye Knigi ali zemljiških katastrov, ki so jih sestavljali moskovski uradniki v začetku 1490-ih) do zaplembe zemlje Ivanu III. v 1470-ih in 1480-ih letih. Verjetno je zaradi obrambe svojega bogastva nasprotovala moskovskim velikim knezom, ki so skušali prevzeti novgorodska posestva v poznem 14. stoletju.
Leta 1471 sta se Marfa in njena sinova Dmitrij in Fedor kot zadnja predstavnika protimoskovske družine Boretsky poskušala pogajati s Kazimirom IV. da bi obdržala pravice. Povabili so tudi Mihaila Olelkoviča, da postane mestni vladar. Ko je izvedel za Marfine manevre, ki so kršili prejšnjo pogodbo iz Jaželbitsija, je Ivan III. napredoval proti Novgorodu in v bitki pri Šelonu premagal novgorodsko prostovoljno vojsko. Po tej nesreči je bil Marfin sin Dmitrij 24. julija 1471 na ukaz velikega kneza usmrčen.
Čeprav se je še naprej zanašala na podporo Litve in spletkarila proti Moskvi, je Ivan III. sedem let pozneje končno podredil Novgorod. Marfo in njene vnuke so nato prijeli in pospremili v Moskvo (7. februarja 1478); njena zemljišča so bila zaplenjena. Po tradiciji je bila Marfa prisiljena upokojiti se v samostanu in živeti kot redovnica v Nižnjem Novgorodu, vendar Gail Lenhoff trdi, da je njena usoda po aretaciji negotova, prav tako datum in okoliščine njene smrti.

## Ocena in spomin
Novejše raziskave trdijo, da je Novgorodski nadškof Feofil (1470–1480) postal grešni kozel Marfe, da bi prikril svojo vlogo pri neuspehu Novgoroda pri izpolnjevanju svojih pogodbenih obveznosti. Zgodba o Marfinem dvoličnem vedenju do velikega kneza je bila očitno prvič zapisana v nadškofovem skriptoriju v Novgorodu sredi do konca 1470-ih.
Marfina tragična kariera in boj za republiško vlado sta ji prinesla veliko naklonjenosti in pozornosti ruskih pisateljev in zgodovinarjev, zlasti tistih z romantično žilico. Izmišljena je bila v kratkem romanu Nikolaja Karamzina Županja Marta ali Padec Novgoroda ter v knjigi Fedotova z naslovom Marfa Posadnica. Njena kariera je očarala Puškina, ki ji je posvetil svoj esej iz leta 1830. Sergej Jesenin je leta 1914 napisal zgodovinsko pesem o Županji Marfi.
Marfin kip je del spomenika tisočletja Rusije v Novgorodu.
- Teodozij (Feodosi) iz Boreza daje ratmirski meč Miroslavu, poglavarju Novgorodcev in Marfinemu izbranemu možu za njuno hčer Ksenijo, Dmitri Ivanovič, 1808
- Marto, županjo, pospremijo v Moskvo, za njo pa večerni zvon, Aleksej Danilovič Kivšenko, 1880
- Aretacija Marfe Posadnice in njenega vnuka Vasilija Fedoroviča v Novgorodu leta 1478, Viktor Mihailovič Vasnecov, 1880
- Prenos Marfe Posadnice in večernega zvona, Andrei Petrovič Rjabuškin, 1885–1886
- Leta 1471 moskovske čete vozijo Novgorodski zvon stran od Marfe Borecke, Klavdij Vasiljevič Lebedev, 1889